# Fábio Carvalho
Fábio Leandro Freitas Gouveia Carvalho (Lissabon, 30 augustus 2002) is een Portugees-Engels voetballer die doorgaans als middenvelder speelt. Hij verruilde Fulham  in juli 2022 voor Liverpool.

## Clubcarrière

### Jeugd
Carvalho ruilde de jeugdopleiding van Benfica in 2013 voor die van Balham. Een jaar later stapte hij over naar Fulham. Daar ondertekende hij in mei 2020 een tweejarig profcontract.

### Fulham FC

#### 2020/21
Op 23 september 2020 maakte hij zijn officiële debuut in het eerste elftal van Fulham FC: in de derde ronde van de League Cup liet trainer Scott Parker hem tegen Sheffield Wednesday in de 78e minuut invallen voor Anthony Knockaert. Vier maanden later mocht hij in de FA Cup ook kort invallen tegen Burnley FC. Op 1 mei 2021 debuteerde hij in de Premier League: in een met 2-0 verloren wedstrijd tegen Chelsea FC liet Parker hem in de 78e minuut invallen voor Mario Lemina.
Nadat Fulham op 10 mei 2021 zeker was van de degradatie naar de Championship, kreeg Carvalho in de drie resterende competitiewedstrijden (tegen Southampton, Manchester United en Newcastle United) telkens een basisplaats. Tegen Southampton scoorde Carvalho de 2-1-aansluitingstreffer, maar Fulham verloor uiteindelijk nog met 3-1. Met zijn doelpunt werd Carvalho de tweede jongste speler van het seizoen die scoorde in de Premier League, na Fábio Silva.

#### 2021/22
In het seizoen 2021/22 nam Carvalho een uitstekende start in de Championship. Op de eerste speeldag scoorde hij niet tegen Middlesbrough, maar in de daaropvolgende wedstrijden tegen Huddersfield Town, Millwall en Hull City was hij telkens goed voor een doelpunt. Het leverde hem in augustus 2021 de EFL Young Player of the Month-award op. Op de vijfde speeldag deed hij nog mee tegen Stoke City, maar vervolgens ontbrak hij zo'n twee maanden door een teenblessure en een coronabesmetting.
Carvalho was uiteindelijk goed voor tien competitiegoals in zijn eerste seizoen in de Championship. Hiermee werd hij samen met Harry Wilson viceclubtopschutter van het seizoen bij Fulham, op ruime afstand van Aleksandar Mitrović, die dat seizoen 43 keer scoorde. Carvalho leverde dat seizoen ook acht assists af in de Championship. waarvan telkens een in de opeenvolgende confrontaties tegen Birmingham City, Stoke City, Blackpool en Millwall tussen 18 januari en 8 februari 2022. In die periode scoorde hij ook in een FA Cup)-wedstrijd tegen Manchester City, die met 4-1 verloren ging.
Op 19 april 2022 verzekerde Fulham zich van promotie naar de Premier League na een 3-0-zege tegen Preston North End, waarin Carvalho scoorde. Na een 7-0-zege tegen Luton Town op de voorlaatste competitiespeeldag, waarin Carvalho naast een goal ook goed was voor een assist, verzekerde Fulham zich van de kampioenstitel in de Championship.

### Liverpool FC
In mei 2022 kondigde Liverpool aan dat Carvalho op 1 juli 2022 de overstap zou maken naar Anfield. Op 30 juli 2022 maakte hij zijn officiële debuut voor de club: in een wedstrijd om het FA Community Shield liet trainer Jürgen Klopp hem in de 90e minuut invallen voor Luis Díaz. Een week later speelde hij zijn eerste Premier League-wedstrijd voor Liverpool, uitgerekend tegen zijn ex-club Fulham. De wedstrijd eindigde in een 2-2-gelijkspel.
Op 27 augustus 2022 maakte hij zijn eerste officiële goal voor Liverpool: in een 9-0-zege tegen Bournemouth op de vierde competitiespeeldag liet Klopp hem tijdens de rust invallen voor Harvey Elliott en scoorde Carvalho in de 80e minuut het voorlaatste doelpunt. Vier dagen later had zijn goal tegen Newcastle United meer impact: Carvalho viel in de 71e minuut in voor de geblesseerde Jordan Henderson en legde diep in de blessuretijd de 2-1-eindscore vast.

## Interlandcarrière
Carvalho kwam uit voor verschillende Engelse nationale jeugdteams, maar stapte in 2022 over naar Portugal –21. Op 25 maart 2022 maakte hij zijn debuut voor Jong Portugal, in een EK-kwalificatiewedstrijd tegen IJsland –21.